# Bandingan (Bawang)
Bandingan is een bestuurslaag in het regentschap Banjarnegara van de provincie Midden-Java, Indonesië. Bandingan telt 1414 inwoners (volkstelling 2010).